# Lars Sylvest
Lars Sylvest er er danskfødt filmproducent og iværksætter. Han er grundlægger af Hyde Park International, Brass Hat Films, Senator Global Productions og Mondrian Entertainment.